# Hege Bøkko
Hege Bøkko, née le 5 septembre 1991 est une patineuse de vitesse norvégienne. 

## Palmarès

### Jeux olympiques d'hiver
| Épreuve / Édition   | 500 mètres | 1 000 mètres | 1 500 mètres | 3 000 mètres | 5 000 mètres | Mass start | Poursuite par équipes |
| JO 2010 Vancouver   | —          | 10e          | 14e          | —            | —            | —          | —                     |
| JO 2014 Sotchi      | —          | —            | 33e          | —            | —            | —          | 7e                    |
| JO 2018 Pyeongchang | 18e        | 14e          | —            | —            | —            | —          | —                     |

Légende :
- : première place, médaille d'or
- : deuxième place, médaille d'argent
- : troisième place, médaille de bronze
- : pas d'épreuve
- — : Non disputée par le patineur
- DSQ : disqualifiée